# Vicia lutea
Vicia lutea é uma espécie de planta com flor pertencente à família Fabaceae. 
A autoridade científica da espécie é L., tendo sido publicada em Species Plantarum 2: 736. 1753.

## Portugal
Trata-se de uma espécie presente no território português, nomeadamente os seguintes táxones infraespecíficos:
- Vicia lutea var. hirta - presente em Portugal Continental, no Arquipélago dos Açores e no Arquipélago da Madeira. Em termos de naturalidade é nativa das três regiões atrás referidas. Não se encontra protegida por legislação portuguesa ou da Comunidade Europeia.
- Vicia lutea var. lutea - presente em Portugal Continental e no Arquipélago da Madeira. Em termos de naturalidade é nativa das duas regiões atrás referidas. Não se encontra protegida por legislação portuguesa ou da Comunidade Europeia.
- Vicia lutea subsp. vestita - presente em Portugal Continental e no Arquipélago da Madeira. Em termos de naturalidade é nativa das duas regiões atrás referidas. Não se encontra protegida por legislação portuguesa ou da Comunidade Europeia.